# カトルフィッシュ (ダライアス)
カトルフィッシュ（CUTTLE FISH）とはタイトーのコンピューターゲーム『ダライアス』シリーズに登場するボスキャラクターで、架空の宇宙戦艦。ここでは他のイカ型戦艦に付いても記載。

## 特徴
コードネームはイカ（スルメイカ）で、色は白。そのため、ある意味ゲームに登場する戦艦類の中で、一番モチーフの生物に近いデザイン。
イカの触腕部分は独特のポーズを取っており、先端部には一部のイカ類が持つような爪がある。
撃破した際のエンディングは「実はゲームだった」という、いわゆるメタフィクション的内容のものとなっている。旧バージョンとエキストラバージョンでは、メッセージと共にダライアスの筐体を前にしてゲームをクリアしたことを喜ぶプレイヤーのグラフィックが表示されるが、新バージョンではグラフィックが表示されず、メッセージだけが表示されるようになっている。
このエンディングで表示されるダライアス筐体のイスは実際の筐体で使用されているベンチ式のものではなく、一人がけのものとなっている。

## 能力
最終面Yゾーンに待ち受けている。触腕と、基部の触手部分から、全十連の火炎砲を撃ってくる。さらに、目と口の部分がレーザー砲台となっており、そこから全三連の青色レーザーが発射される。
Yゾーンの地形は狭くて難易度が高いために、最終面でもっとも遭遇するのが難しいボスといえる。脚を全部破壊すれば、攻撃能力を失って撃沈されるが、広範囲に攻撃できるウェーブでないと、一気に破壊するのは難しい。
エキストラバージョンでは、それ以前のバージョンでは発射方向が固定だった触腕からの火炎弾が自機を狙って放たれるようになっている。

## 登場作品

### スーパーダライアス、ダライアスプラス
PCエンジン版『スーパーダライアス』でも、Yゾーンボスとして登場。攻撃はアーケード版とほぼ同じだが、弾は赤くはなく、黄色とオレンジがかっている。
Huカードの『ダライアスプラス』にも登場。

### ダライアスII
『ダライアスII』では、4ステージの月面で中ボスとして登場。
3方向弾を二連射し、『ダライアス』と同じく触腕からの弾とレーザーで攻撃する。最終面では3方向弾を3連射してくる。
触腕を全て破壊できれば撃破となった『ダライアス』と異なり、触腕を全て破壊した後も本体へ攻撃を加える必要がある。
メガドライブ版とPCエンジン版にも、同じく中ボスとして登場している。

### サーガイア
ゲームボーイ版『サーガイア』では、ゾーン5のボスとして登場。触腕のポーズが『ダライアス』と違っている。BGMがエレクトリックファンの「BOSS2」となっている。
手から破壊可能な硬弾、胴体上部からのウェーブという『ダライアス』にはない攻撃をしてくる。この攻撃部分を全て破壊すれば撃沈。

## 他のイカ型戦艦
シリーズには他にも様々なイカ型戦艦が登場する。

### デーモンソード（DEMON SWORD）
スーパーファミコン版『ダライアスツイン』のDゾーンに登場する。
胴体部から7方向弾を連射し、連射が途切れると、触腕を伸ばして攻撃してくる。触腕は二本あり、破壊可能だが、そうなると弾を連射して来て、弱点の目の部分を狙いづらくなる。

### デビルフィッシュ（DEVIL FISH）
『ダライアスフォース』のG、Iゾーンに登場するイカ型のボス。触腕は一本しかなく、自機に目指して振り下ろす。色はGが赤で、Iが灰色。
触腕が一本ない代わりに砲塔を持ち、Gでは5方向拡散レーザー、Iではレーザーを撃ってくる。
胴体部にGは爆雷、Iには破裂弾を撃つ部分がある。触腕と砲塔部分を全部潰せば、頭部発光体から、Gでは自機を直線的に狙うショートレーザーを、Iでは5方向弾を連射してくるが、そこから現れる発光体を撃てば撃沈できる。
海外版である『SUPER NOVA』では名前が「ICTHYION」に変更されている。

### ネオンライトイリュージョン(NEON LIGHT ILLUSION)
『ダライアス外伝』のHとJゾーンに登場する。モデルはコウイカ。
Hゾーンでは沢山の弾を撃ち、触腕の先端からショートレーザーを撃ってきて、非常に辛いボスとなっている。触腕を全部破壊すると、10連装ショートレーザーを連射し、ホーミングレーザーを撃ってくる。
Jゾーンは直角サーチレーザーに爆雷、破裂弾を撃ってくる。触腕を全部落とせば、胴体部から一定距離に動いて、自機を3回ほど狙うホーミングレーザーを束で撃ってくる。
どちらも腕を破壊されると、墨を吐いて背景を黒くし、すると本体がまるでホタルイカのように青白く水玉状に発光するのが名の由来になっている。なお、触腕を根本から破壊すれば20万点も手に入る。色はHが青で、Jが黄。
『ダライアス外伝』の準備稿では、『宇宙戦艦ヤマト』のパロディとして、トヤマという敵巨大戦艦があり、『ダライアスII』のヤマトのように、戦艦に擬態していたイカという設定。
擬態が剥がれるとトヤマデビルというイカの正体を現して攻撃する予定だった。

### マッシブウィップ(MASSIVE WHIP)
『ダライアスバースト　アナザークロニクル』のクロニクルモードのみに登場するゴマフイカ型の戦艦。デザインは海老川兼武でカラーリングは灰色がかった白。
長い触腕を振り回して弱点の本体を防御する他、触腕の先からロングレーザーを撃ち、胴体各部を展開し、レーザーを三方向に発射する。口からは墨と閃光弾の他バーストビームを撃ち、頭部鰭からリング型に発射されるパルスレーザーと、サンダーレーザーを撃ち、激しい攻撃をしてくる。触腕外装パーツは破壊可能。
亜種戦艦として紫色のブレイズウィップ（BLAZES WHIP）、赤色のドレッドフルウィップ（DREADFUL WHIP）がいる。後者は画面奥へ行っての触椀を振り回しての亜空間を利用した遠距離破裂レーザー攻撃を行う他、『ダライアス外伝』のリスクストレージが吐いていたネオンライトイリュージョンの回転パーツによる上下レーザー攻撃という3種中最強の攻撃力を持つ。

## イカ型キャラクター
『Gダライアス』にはイカ型のボスは出現しないが、クイーンフォスルが放出するコウイカ型の中ボス、クイーンズチャイルド（QUEENS CHILD)と、最終ゾーンνにホタルイカモデルのザコキャラクターのヤッターが登場する。
クイーンズチャイルドは触腕からのレーザーと頭部からの5方向エネルギー弾で攻撃し、キャプチャー後はコマンド攻撃で、エネルギー弾とレーザー連射攻撃ができる。
ヤッターは道中ザコ敵で登場する他、同ゾーン最終ボスのジ・エンブリオンも攻撃時に放出してくる。